# Nosivkî, Ciudniv
Nosivkî (în ucraineană Носівська сільська рада) este o comună în raionul Ciudniv, regiunea Jîtomîr, Ucraina, formată satele Nosivkî (reședința) și Suslivka. 
Comuna face parte din regiunea istorică Volânia, iar după tratatul de pace de la Riga din 1921 a devenit parte a Uniunii Sovietice.

## Demografie
Componența lingvistică a comunei Nosivkî
     Ucraineană (99,28%)
     Alte limbi (0,61%)
Conform recensământului din 2001, majoritatea populației comunei Nosivkî era vorbitoare de ucraineană (99,28%), existând în minoritate și vorbitori de alte limbi.